# Мрія другокурсника (математична тотожність)
У математиці мрія другокурсника або мрія софомора (англ. sophomore — студент-другокурсник у США) — пара тотожностей:
{\displaystyle \int \limits _{0}^{1}x^{-x}dx=\sum _{n=1}^{\infty }n^{-n}}
{\displaystyle \int \limits _{0}^{1}x^{x}dx=\sum _{n=1}^{\infty }(-1)^{n+1}n^{-n}=-\sum _{n=1}^{\infty }(-n)^{-n}}

## Історія
Тотожності відкрив 1697 року Йоганн Бернуллі. Числові значення цих констант становлять приблизно 1.291285997 і 0.7834305107, відповідно.
Назва «мрія другокурсника» з'явилась пізніше. Вона є відсиланням до «мрії першокурсника», яка означає жартівливу хибну тотожність {\displaystyle (x+y)^{n}=x^{n}+y^{n}}. Однак, на відміну від неї, мрія другокурсника — пара істинних тотожностей.

## Доведення
Доведення цих тотожностей аналогічні, тому тут наведемо тільки одне з них.
Спочатку, подамо {\displaystyle x^{x}} як:
{\displaystyle x^{x}=\exp(x\log x)=\sum _{n=0}^{\infty }{\frac {x^{n}(\log x)^{n}}{n!}}}.
Тоді
{\displaystyle \int \limits _{0}^{1}x^{x}dx=\int \limits _{0}^{1}\sum _{n=0}^{\infty }{\frac {x^{n}(\log x)^{n}}{n!}}dx}.
За властивістю рівномірної збіжності степеневих рядів можна поміняти місцями підсумовування й інтеграл. Одержимо:
{\displaystyle \int \limits _{0}^{1}x^{x}dx=\sum _{n=0}^{\infty }\int \limits _{0}^{1}{\frac {x^{n}(\log x)^{n}}{n!}}dx}.
Щоб отримати наведені вище інтеграли, замінимо змінну {\displaystyle x=\exp \left(-{\frac {u}{n+1}}\right)}. Після цієї заміни межі інтеграла перетворюються на {\displaystyle 0<u<\infty }, що дає нам:
{\displaystyle \int \limits _{0}^{1}x^{n}(\log x)^{n}dx=(-1)^{n}(n+1)^{-(n+1)}\int \limits _{0}^{\infty }u^{n}e^{-u}du}.
За інтегральною тотожністю Ейлера для гамма-функції:
{\displaystyle \int \limits _{0}^{\infty }u^{n}e^{-u}du=n!},
тому:
{\displaystyle \int \limits _{0}^{1}{\frac {x^{n}(\log x)^{n}}{n!}}dx=(-1)^{n}(n+1)^{-(n+1)}}.
Підсумувавши і змінивши індексацію (вона починається з n=1, а не з n=0), отримаємо шукану тотожність.

### Версії доведень
Початкове доведення, яке дав Бернуллі і подане в сучасному вигляді, відрізняється від наведеного вище в частині розрахунку інтеграла {\displaystyle \int _{0}^{1}x^{n}(\log \,x)^{n}\,dx}, але в іншому ідентичне за винятком технічних деталей. Замість інтегрування методом підстановки, використовуючи гамма-функцію (яка на момент доведення ще не була відома), Бернуллі використав інтегрування частинами.